# Alfonso de la Torre
El bachiller Alfonso de la Torre, död 1461, var en spansk författare.
de la Torre utgav otaliga canciones, dezires, coplas med mera och Vision deleitable de la filosofia y artes liberales, ett slags filosofisk-allegorisk roman, som egentligen är en medeltidsencyklopedi på ren och vacker kastilianska. Hans verk publicerades på nytt Rivadeneiras Biblioteca de autores españoles, band 36. de la Torre är intagen i Spanska akademiens Catálogo de autoridades de la lengua.